# 沢村かすみ
沢村 かすみ（さわむら かすみ）は、日本の女性声優。主にアダルトゲームに声をあてている。

## 出演
太字は主役・メインキャラクター。

### アダルトゲーム
2009年
- 俺たちに翼はない（香田 亜衣[1]）

2010年
- 秋空に舞うコンフェティ（天神崎 加奈子）
- 俺たちに翼はない アフターストーリー（香田 亜衣[2]）

2011年
- シークレットゲーム CODE:Revise（藤堂 悠奈[3]）

2012年
- 英雄*戦姫（ウィリアム・キッド[4]）

2013年
- Berry's（束原 薫乃[5]）
- リベリオンズ Secret Game 2nd Stage BOOSTED EDITION（藤堂 悠奈[6]）
- ワルキューレロマンツェ More&More（龍造寺 早苗[7]）

2014年
- 英雄*戦姫GOLD（ウィリアム・キッド）

2015年
- サノバウィッチ （相馬 七緒）

### 一般向ゲーム
2008年
- 俺たちに翼はない〜Prelude〜（香田 亜衣）

2011年
- 俺たちに翼はないR（香田 亜衣[8]）

2013年
- リベリオンズ Secret Game 2nd Stage（藤堂 悠奈[9]）